# Callipo Sport 2020-2021
Questa voce raccoglie le informazioni riguardanti la Callipo Sport nelle competizioni ufficiali della stagione 2020-2021.

## Stagione
Nella stagione 2020-21 la Callipo Sport assume la denominazione sponsorizzata di Tonno Callipo Calabria Vibo Valentia.
Partecipa per la quattordicesima volta alla Superlega; chiude la regular season di campionato al quinto posto in classifica, qualificandosi per i play-off scudetto: arriva fino ai quarti di finale, sconfitta dal Milano; accede ai play-off per il 5º posto, non passando alla fase finale a seguito dell'ottavo posto nel girone.
È eliminata dalla Coppa Italia nella fase a gironi.

## Organigramma societario
Area direttiva
- Presidente: Filippo Callipo
- Vicepresidente: Filippo Maria Callipo, Giacinto Callipo
- Team manager: Giuseppe Defina
- Direttore sportivo: Ninni De Nicolo
- Assistente spirituale: Enzo Varone
- Responsabile tecnico: Nicola Agricola
- Segreteria generale: Rosita Mercatante
- Logistica palasport: Isaac Baah, Rosario Pardea

Area tecnica
- Allenatore: Valerio Baldovin
- Allenatore in seconda: Francesco Guarnieri
- Scout man: Antonio Mariano
- Responsabile settore giovanile: Nicola Agricola
- Responsabile video check: Roberto Lanza

Area comunicazione
- Relazioni esterne: Rosita Mercatante

Area marketing
- Responsabile marketing: Filippo Maria Callipo
- Biglietteria: Rosita Mercatante

Area sanitaria
- Medico: Nicola Basilio Arena
- Preparatore atletico: Pasquale Piraino
- Fisioterapista: Federico Aoli
- Ortopedico: Valerio Mastroianni

## Rosa
| N° | Nome                  | Ruolo | Data di nascita  | Nazionalità sportiva |
| -- | --------------------- | ----- | ---------------- | -------------------- |
| 1  | Barthélémy Chinenyeze | C     | 28 febbraio 1998 | Francia              |
| 2  | Dante Chakravorti     | P     | 20 agosto 1997   | Italia               |
| 3  | Simone Sardanelli     | L     | 3 maggio 1994    | Italia               |
| 4  | Giovanni Gargiulo     | C     | 1º gennaio 1999  | Italia               |
| 5  | Aboubacar Neto        | O     | 16 febbraio 1994 | Brasile              |
| 6  | Petar Đirlić          | O     | 27 maggio 1997   | Croazia              |
| 7  | Andrea Fioretti       | S     | 27 novembre 2002 | Italia               |
| 8  | Davide Saitta         | P     | 23 giugno 1987   | Italia               |
| 9  | Thibault Rossard      | S     | 28 agosto 1993   | Francia              |
| 10 | Francesco Corrado     | S     | 10 maggio 1997   | Italia               |
| 11 | Marco Rizzo           | L     | 2 gennaio 1990   | Italia               |
| 12 | Enrico Cester         | C     | 16 marzo 1988    | Italia               |
| 15 | Julien Lyneel         | S     | 15 aprile 1990   | Francia              |
| 13 | Torey DeFalco         | S     | 10 aprile 1997   | Stati Uniti          |
| 23 | Victor Cardoso        | S     | 22 marzo 1999    | Brasile              |

## Mercato
| Acquisti | Acquisti          | Acquisti            | Acquisti   |
| R.       | Nome              | da                  | Modalità   |
| -------- | ----------------- | ------------------- | ---------- |
| S        | Victor Cardoso    | Sesi                | definitivo |
| C        | Enrico Cester     | BluVolley Verona    | definitivo |
| P        | Dante Chakravorti | Alessano            | definitivo |
| S        | Francesco Corrado | Rinascita Lagonegro | definitivo |
| O        | Petar Đirlić      | ACH Volley          | definitivo |
| C        | Giovanni Gargiulo | Materdomini         | definitivo |
| S        | Julien Lyneel     | -                   | definitivo |
| S        | Thibault Rossard  | You Energy          | definitivo |
| P        | Davide Saitta     | Porto Robur Costa   | definitivo |

| Cessioni | Cessioni           | Cessioni          | Cessioni   |
| R.       | Nome               | a                 | Modalità   |
| -------- | ------------------ | ----------------- | ---------- |
| P        | Michele Baranowicz | -                 | svincolato |
| S        | Timothée Carle     | Charlottenburg    | definitivo |
| O        | Simon Hirsch       | Narbonne          | definitivo |
| S        | Julien Lyneel      | -                 | svincolato |
| P        | Sebastiano Marsili | Tuscania          | definitivo |
| C        | Stefano Mengozzi   | Porto Robur Costa | definitivo |
| S        | Swan N'Gapeth      | Stade Poitevin    | definitivo |
| S        | Marco Pierotti     | Olimpia Bergamo   | definitivo |
| C        | Marco Vitelli      | Padova            | definitivo |

## Risultati

### Superlega

#### Girone di andata
| 1ª giornata - 30 settembre 2020 PalaEvangelisti, Perugia          | Sir Safety Perugia | 3 - 0 | Callipo           | 35-33, 25-20, 26-24               |
| 2ª giornata - 4 ottobre 2020 PalaMaiata, Vibo Valentia            | Callipo            | 0 - 3 | Modena            | 21-25, 26-28, 20-25               |
| 3ª giornata - 7 ottobre 2020 Palalido, Milano                     | Powervolley Milano | 1 - 3 | Callipo           | 19-25, 25-23, 25-27, 20-25        |
| 4ª giornata - 11 ottobre 2020 PalaSanLazzaro, Padova              | Padova             | 1 - 3 | Callipo           | 23-25, 24-26, 25-23, 22-25        |
| 5ª giornata - 14 ottobre 2020 PalaMaiata, Vibo Valentia           | Callipo            | 3 - 2 | NBV               | 25-22, 23-25, 20-25, 25-17, 15-11 |
| 6ª giornata - 18 ottobre 2020 PalaDeAndré, Ravenna                | Porto Robur Costa  | 2 - 3 | Callipo           | 25-23, 23-25, 21-25, 25-19, 15-17 |
| 7ª giornata - 24 ottobre 2020 PalaMaiata, Vibo Valentia           | Callipo            | 1 - 3 | You Energy        | 19-25, 20-25, 25-23, 19-25        |
| 8ª giornata - 1º novembre 2020 PalaMaiata, Vibo Valentia          | Callipo            | 3 - 1 | Milano            | 25-19, 18-25, 25-22, 25-22        |
| 9ª giornata - 25 novembre 2020 PalaTrento, Trento                 | Trentino           | 1 - 3 | Callipo           | 18-25, 25-22, 23-25, 23-25        |
| 10ª giornata - 16 dicembre 2020 PalaMaiata, Vibo Valentia         | Callipo            | 3 - 0 | Top Volley Latina | 25-17, 25-16, 25-18               |
| 11ª giornata - 15 novembre 2020 PalaCivitanova, Civitanova Marche | Lube               | 1 - 3 | Callipo           | 23-25, 25-18, 20-25, 23-25        |

#### Girone di ritorno
| 12ª giornata - 29 novembre 2020 PalaMaiata, Vibo Valentia                 | Callipo           | 1 - 3 | Sir Safety Perugia | 23-25, 29-27, 17-25, 22-25        |
| 13ª giornata - 6 dicembre 2020 PalaPanini, Modena                         | Modena            | 0 - 3 | Callipo            | 21-25, 16-25, 18-25               |
| 14ª giornata - 14 gennaio 2020 PalaMaiata, Vibo Valentia                  | Callipo           | 3 - 1 | Powervolley Milano | 25-21, 18-25, 25-22, 25-12        |
| 15ª giornata - 20 dicembre 2020 PalaMaiata, Vibo Valentia                 | Callipo           | 3 - 0 | Padova             | 26-24, 25-22, 27-25               |
| 16ª giornata - 28 dicembre 2020 PalaOlimpia, Verona                       | NBV               | 3 - 1 | Callipo            | 21-25, 25-19, 25-14, 25-22        |
| 17ª giornata - 3 gennaio 2021 PalaMaiata, Vibo Valentia                   | Callipo           | 3 - 0 | Porto Robur Costa  | 25-21, 25-21, 25-22               |
| 18ª giornata - 9 gennaio 2021 PalaBanca, Piacenza                         | You Energy        | 3 - 1 | Callipo            | 22-25, 27-25, 25-20, 25-22        |
| 19ª giornata - 19 gennaio 2021 Palazzetto dello Sport, Monza              | Milano            | 3 - 1 | Callipo            | 21-25, 25-21, 25-18, 25-21        |
| 20ª giornata - 24 gennaio 2021 PalaMaiata, Vibo Valentia                  | Callipo           | 0 - 3 | Trentino           | 13-25, 16-25, 20-25               |
| 21ª giornata - 2 febbraio 2021 Palazzetto dello Sport, Cisterna di Latina | Top Volley Latina | 3 - 2 | Callipo            | 15-25, 27-25, 21-25, 25-21, 15-12 |
| 22ª giornata - 6 febbraio 2021 PalaMaiata, Vibo Valentia                  | Callipo           | 3 - 2 | Lube               | 22-25, 21-25, 25-22, 25-21, 15-10 |

#### Play-off scudetto
| Quarti di finale (gara 1) - 9 marzo 2021 Palazzetto dello Sport, Monza  | Milano  | 3 - 1 | Callipo | 25-20, 25-22, 24-26, 25-22        |
| Quarti di finale (gara 2) - 14 marzo 2021 PalaMaiata, Vibo Valentia     | Callipo | 3 - 0 | Milano  | 25-18, 33-31, 25-28               |
| Quarti di finale (gara 3) - 20 marzo 2021 Palazzetto dello Sport, Monza | Milano  | 3 - 2 | Callipo | 25-21, 17-25, 25-22, 22-25, 16-14 |

#### Play-off 5º posto
| 1ª giornata - 28 marzo 2020 Palazzetto dello Sport, Cisterna di Latina | Top Volley Latina | 3 - 0 | Callipo            | 25-12, 25-18, 25-18        |
| 2ª giornata - 31 marzo 2020 PalaMaiata, Vibo Valentia                  | Callipo           | 3 - 1 | NBV                | 25-23, 25-23, 16-25, 25-18 |
| 3ª giornata - 3 aprile 2020 PalaSanLazzaro, Padova                     | Padova            | 3 - 0 | Callipo            | 25-22, 27-25, 25-19        |
| 4ª giornata - 8 aprile 2020 PalaMaiata, Vibo Valentia                  | Callipo           | 0 - 3 | Modena             | 17-25, 20-25, 25-27        |
| 5ª giornata - 11 aprile 2020 PalaMaiata, Vibo Valentia                 | Callipo           | 0 - 3 | You Energy         | 20-25, 20-25, 20-25        |
| 6ª giornata - 14 aprile 2020 Carisport, Cesena                         | Porto Robur Costa | 3 - 0 | Callipo            | 25-23, 25-22, 25-18        |
| 7ª giornata - 18 aprile 2020 PalaMaiata, Vibo Valentia                 | Callipo           | 0 - 3 | Powervolley Milano | 28-30, 18-25, 20-25        |

### Coppa Italia
| 1ª giornata - 13 settembre 2020 Palazzetto dello Sport, Monza | Milano  | 3 - 0 | Callipo            | 25-18, 25-19, 25-19        |
| 2ª giornata - 20 settembre 2020 PalaMaiata, Vibo Valentia     | Callipo | 1 - 3 | Powervolley Milano | 14-25, 25-20, 15-25, 22-25 |
| 3ª giornata - 23 settembre 2020 PalaOlimpia, Verona           | NBV     | 0 - 3 | Callipo            | 24-26, 21-25, 24-26        |

## Statistiche

### Statistiche di squadra
| Competizione | Punti | In casa | In casa | In casa | In trasferta | In trasferta | In trasferta | Totale | Totale | Totale |
| Competizione | Punti | G       | V       | P       | G            | V            | P            | G      | V      | P      |
| ------------ | ----- | ------- | ------- | ------- | ------------ | ------------ | ------------ | ------ | ------ | ------ |
| Superlega    | 37/3  | 16      | 9       | 7       | 16           | 6            | 10           | 32     | 15     | 17     |
| Coppa Italia | 3     | 1       | 0       | 1       | 2            | 1            | 1            | 3      | 1      | 2      |
| Totale       | -     | 17      | 9       | 8       | 18           | 7            | 11           | 35     | 16     | 19     |

G = partite giocate; V = partite vinte; P = partite perse

### Statistiche dei giocatori
| Giocatore      | Superlega | Superlega | Superlega | Superlega | Superlega | Coppa Italia | Coppa Italia | Coppa Italia | Coppa Italia | Coppa Italia | Totale | Totale | Totale | Totale | Totale |
| Giocatore      | P         | PT        | AV        | MV        | BV        | P            | PT           | AV           | MV           | BV           | P      | PT     | AV     | MV     | BV     |
| -------------- | --------- | --------- | --------- | --------- | --------- | ------------ | ------------ | ------------ | ------------ | ------------ | ------ | ------ | ------ | ------ | ------ |
| V. Cardoso     | 21        | 36        | 31        | 3         | 2         | 2            | 1            | 1            | 0            | 0            | 23     | 37     | 32     | 3      | 2      |
| E. Cester      | 30        | 181       | 118       | 52        | 11        | 3            | 11           | 9            | 2            | 0            | 33     | 192    | 127    | 54     | 11     |
| D. Chakravorti | 16        | 2         | 0         | 1         | 1         | 1            | 0            | 0            | 0            | 0            | 17     | 2      | 0      | 1      | 1      |
| B. Chinenyeze  | 32        | 298       | 227       | 53        | 18        | 3            | 15           | 12           | 2            | 1            | 35     | 313    | 239    | 55     | 19     |
| F. Corrado     | 11        | 42        | 38        | 4         | 0         | 3            | 0            | 0            | 0            | 0            | 14     | 42     | 38     | 4      | 0      |
| T. DeFalco     | 31        | 406       | 341       | 28        | 37        | 3            | 32           | 30           | 2            | 0            | 34     | 438    | 371    | 30     | 37     |
| P. Đirlić      | 27        | 61        | 53        | 2         | 6         | 0            | 0            | 0            | 0            | 0            | 27     | 61     | 53     | 2      | 6      |
| A. Fioretti    | 0         | 0         | 0         | 0         | 0         | 0            | 0            | 0            | 0            | 0            | 0      | 0      | 0      | 0      | 0      |
| G. Gargiulo    | 16        | 26        | 17        | 6         | 3         | 1            | 0            | 0            | 0            | 0            | 17     | 26     | 17     | 6      | 3      |
| J. Lyneel      | 0         | 0         | 0         | 0         | 0         | -            | -            | -            | -            | -            | 0      | 0      | 0      | 0      | 0      |
| A. Neto        | 32        | 390       | 337       | 23        | 30        | 3            | 39           | 35           | 1            | 3            | 35     | 429    | 372    | 24     | 33     |
| M. Rizzo       | 32        | 0         | 0         | 0         | 0         | 3            | 0            | 0            | 0            | 0            | 35     | 0      | 0      | 0      | 0      |
| T. Rossard     | 25        | 413       | 355       | 17        | 41        | 3            | 44           | 41           | 1            | 2            | 28     | 457    | 396    | 18     | 43     |
| D. Saitta      | 32        | 60        | 25        | 24        | 12        | 3            | 6            | 4            | 1            | 1            | 35     | 66     | 29     | 25     | 13     |
| S. Sardanelli  | 7         | 0         | 0         | 0         | 0         | 0            | 0            | 0            | 0            | 0            | 7      | 0      | 0      | 0      | 0      |

P = presenze; PT = punti totali; AV = attacchi vincenti; MV = muri vincenti; BV = battute vincenti